# Ivan Zaïtsev (militaire)
Pour les articles homonymes, voir Ivan Zaïtsev.
Ivan Matveïevitch Zaïtsev (en russe : Ива́н Матве́евич За́йцев), né le 1er septembre 1879 dans la stanitsa de Karagaï (appartenant à l'armée des cosaques d'Orenbourg) et mort le 22 novembre 1934 à Shanghai, est un cosaque d'Orenbourg qui fut major général de l'Armée blanche (1919), commissaire du gouvernement provisoire de Khiva et chef d'état-major des forces armées du Turkestan (en). Il s'opposa aux bolchéviques pendant la guerre civile russe et émigra à Shanghai en 1929.